# Sonipat
Sonipat (punjabi: ਸੋਨੀਪਤ, سونیپت; hindi: सोनीपत) är en stad i den indiska delstaten Haryana. Den är administrativ huvudort för ett distrikt med samma namn och hade 278 149 invånare vid folkräkningen 2011, med förorter 293 025 invånare.